# Горњи Детлак
Горњи Детлак је насељено мјесто у општини Дервента, Република Српска, БиХ. Према попису становништва из 2013. у насељу је живјело 582 становника.

## Становништво
| Демографија | Демографија | Демографија |
| Година      | Становника  | Становника  |
| ----------- | ----------- | ----------- |
| 1961.       | 1.176       |             |
| 1971.       | 1.107       |             |
| 1981.       | 1.118       |             |
| 1991.       | 1.031       |             |
| 2013.       | 582         |             |